# Controversias de la Copa Mundial de la FIFA 2018
Al igual que con los Juegos Olímpicos de Invierno de 2014, la elección de Rusia como sede de la Copa Mundial de la FIFA 2018 ha sido bastante cuestionada. Los temas controvertidos han incluido el nivel de racismo en el fútbol ruso y la discriminación contra las personas LGBT en la sociedad rusa en general. La participación de Rusia en el conflicto en curso en Ucrania también provocó que se aplazara el torneo, en particular tras la anexión de Crimea y el apoyo a los separatistas en la Guerra de Dombás. El entonces presidente de la FIFA, Sepp Blatter, rechazó las solicitudes de traslado del torneo.
Las acusaciones e investigaciones penales de corrupción de 2015, incluida una investigación suiza sobre el proceso de candidatura para la Copa del Mundo de 2018, intensificaron la discusión pública sobre la idoneidad de Rusia como sede de la Copa del Mundo. A fines de mayo de 2015, el presidente ruso, Vladímir Putin, dijo que consideraba las investigaciones de corrupción como un intento de los Estados Unidos de expulsar a Sepp Blatter de su cargo como castigo por su apoyo a Rusia como anfitrión del certamen.

## Acusaciones de corrupción
La Asociación Inglesa de Fútbol (FA), que compitió contra Rusia para albergar el torneo, no quedó satisfecha con el resumen de 42 páginas publicado por la FIFA en noviembre de 2014 del Informe García de 350 páginas, que limpió tanto a Rusia como a Catar de corrupción en los procesos de licitación para el Mundiales 2018 y 2022, respectivamente. El presidente de la FA, Greg Dyke, pidió una nueva investigación de las denuncias, mientras que su predecesor, David Bernstein, pidió a todas las naciones de la UEFA que boicotearan los dos torneos.
Reinhard Rauball, presidente de la Deutsche Fußball Liga (DFL), pidió a la UEFA que se separara de la FIFA a menos que la investigación por corrupción se publicara en su totalidad.
Anatoly Vorobyov dijo: "Tenemos suficientes medidas disciplinarias establecidas en nuestros reglamentos. Por otro lado, tal vez deban usarse de manera más estricta".
En una entrevista publicada el 7 de junio de 2015, Domenico Scala, jefe de la Comisión de Auditoría y Cumplimiento de la FIFA, afirmó que "si hubiera evidencia de que los premios a Qatar y Rusia se obtuvieron solo por votos comprados, entonces los premios podrían ser cancelados".

## Conflicto militar con Ucrania

### Crimea
La anexión de Crimea por parte de la Federación Rusa en 2014 llevó a varios políticos británicos y estadounidenses a pedirle a la FIFA que revocara su decisión de organizar la Copa del Mundo de 2018 en territorio ruso. El secretario de Estado de Salud británico, Andy Burnham, mencionó que el organismo rector del fútbol debería reconsiderar, mientras que dos senadores republicanos estadounidenses, Dan Coats y Mark Kirk, escribieron una carta conjunta a Sepp Blatter, en la que decían que no solo se debería impedir que Rusia sea sede de una Copa del Mundo, sino también que se le prohíba participar en ella, lo que trae a colación el precedente de Yugoslavia queda excluida de la Eurocopa de 1992 y la Copa del Mundo de 1994 como curso de acción a seguir en este caso y proclamar la equivalencia entre Rusia como anfitriona con el apaciguamiento de los nazis y Adolf Hitler en la década de 1930 antes de la Segunda Guerra Mundial. No obstante en marzo de 2014, Blatter rechazó su solicitud y respondió diciendo: "La Copa del Mundo ha sido otorgada y votada a Rusia y vamos adelante con nuestro trabajo".

### Despliegue de tropas en el Este de Ucrania
Tras varios informes sobre la participación militar directa de las tropas rusas en el este de Ucrania , los diplomáticos europeos revelaron el 29 de agosto de 2014 que el primer ministro británico, David Cameron, estaba trabajando para que Rusia fuera despojada de la organización de la Copa del Mundo, como parte de un paquete de sanciones extendidas. Algunos días después se reveló que esto estaba en la lista de propuestas para ampliar las sanciones de la Unión Europea contra Rusia. Sin embargo, no se tomaron medidas inmediatas debido a que la propuesta se hizo casi cuatro años antes del torneo.

## Racismo e intento de boicot de jugadores negros al torneo
Después de que se anunciara que Rusia sería la sede de la Copa del Mundo de 2018, el Dr. Rafał Pankowski, jefe del Centro de Monitoreo de la UEFA FARE, acusó a la Federación Rusa de Fútbol de restar importancia a los cánticos racistas en los estadios. En octubre de 2013, después de que fanáticos del club ruso CSKA de Moscú supuestamente lo insultaran por su color de piel, el futbolista marfileño Yaya Touré declaró que los jugadores negros podrían boicotear la Copa del Mundo de 2018 a menos que Rusia aborde el racismo en el fútbol.
El 13 de julio de 2014, cuando se entregó la próxima Copa del Mundo al país, Vladímir Putin declaró que "el presidente Blatter pone mucho esfuerzo personal en abordar los problemas sociales, y esperamos que los preparativos para la Copa del Mundo en Rusia también contribuyan a tareas, como la lucha contra las drogas, el racismo y otros desafíos que enfrentamos hoy".
En marzo de 2015, Anatoly Vorobyov, secretario general de la Unión Rusa de Fútbol, dijo que "no todo va sobre ruedas" en la campaña para eliminar el "virus" del racismo del fútbol ruso antes del torneo. Más tarde ese mes, Vyacheslav Koloskov, miembro del equipo de la candidatura rusa y exvicepresidente de la FIFA, dijo que en Rusia se habla demasiado del racismo.

## Cantos homofóbicos de aficionados mexicanos

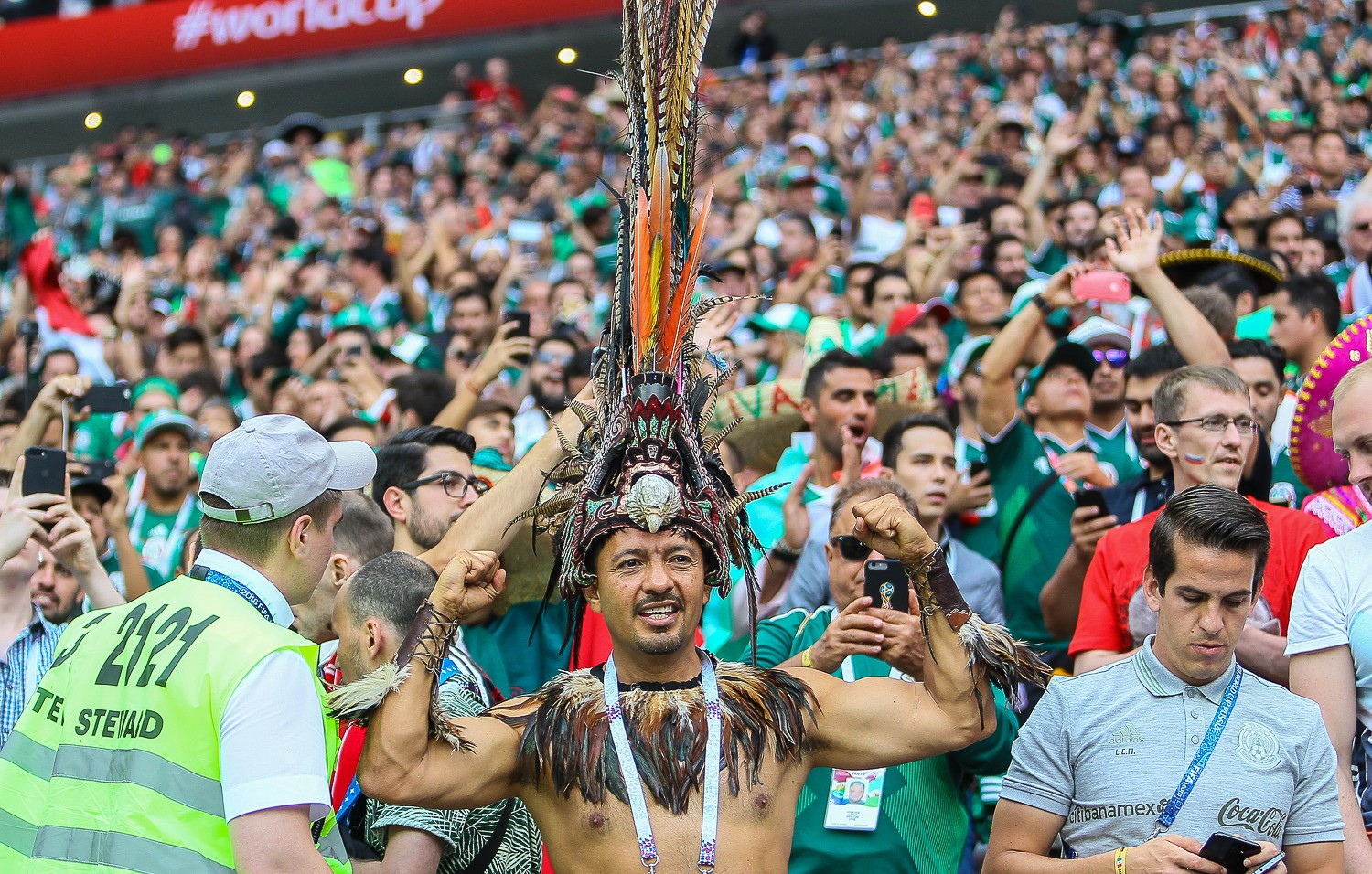
Fanáticos mexicanos durante la Copa Mundial Rusia 2018.

Durante el partido de la fase de grupos entre Alemania y México, los espectadores de este último equipo corearon «¡Eeeh putooo!» al portero alemán Manuel Neuer; «puto» es un término utilizado en tono homofóbico para un trabajador sexual (o gigolo) que los mexicanos han usado con frecuencia para burlarse de los equipos contrarios. El origen de los insultos contra Neuer se ha atribuido a una incorrecta traducción al español de su afirmación: "sería bueno que saliera un futbolista profesional porque ayudaría a otros a hacer lo mismo".
El comité disciplinario de la FIFA multó a la Federación Mexicana de Fútbol (FMF) con 10.000 francos suizos (10.400 dólares) por los cánticos homofóbicos. La FMF fue sancionada anteriormente en doce ocasiones, incluidas 10 multas por insultos contra los homosexuales durante su campaña de clasificación para la Copa del Mundo. El delantero mexicano Javier Hernández publicó en Instagram: "A todos los hinchas mexicanos en los estadios, no griten 'pu--'. No nos arriesguemos a otra sanción".

## Festejos polémicos

### De suizos en contra de Serbia
En la victoria de Suiza por 2-1 sobre Serbia, los goleadores suizos Xherdan Shaqiri y Granit Xhaka celebraron sus anotaciones con el gesto del águila bicéfala con las manos. El gesto puede interpretarse como un símbolo del nacionalismo albanés y, a veces, como símbolo del concepto irredentista de la Gran Albania, y tanto Shaqiri como Xhaka son de ascendencia albanokosovar. Esto debido a que Kosovo, la antigua provincia serbia que declaró unilateralmente su independencia en 2008, es un país parcialmente reconocido reclamado por Serbia. Tanto el presidente kosovar Hashim Thaçi y el primer ministro albanés, Edi Rama, compartieron su apoyo a la celebración en las redes sociales, mientras que varios periódicos serbios tacharon esto como "una vergüenza". Posteriormente, la FIFA abrió una investigación sobre el incidente el 23 de junio. Si bien algunos seguidores serbios abuchearon a los jugadores, su enojo general después del partido se dirigió más a algunas decisiones discutibles del árbitro que a las celebraciones de los goles.
Durante el partido, algunos fanáticos serbios usaron camisetas con imágenes de Ratko Mladić, un veterano de la Guerra de Bosnia, mientras que, según los informes, algunos fanáticos corearon consignas contra los albaneses.
El 26 de junio de 2018, la FIFA multó a Shaqiri y Xhaka con 10.000 francos suizos cada uno por las celebraciones, aunque una empresa emergente de micromecenazgo en Albania ya había recaudado suficiente dinero para cubrir las multas. Las reacciones a las multas impuestas fueron mixtas, algunos fanáticos albaneses y kosovares dijeron que la multa desanimaría a los jugadores a celebrar su identidad, mientras que algunos fanáticos serbios pensaron que los jugadores en cuestión deberían tener prohibido jugar.

### De croatas en contra de Rusia
El defensor croata Domagoj Vida y el asistente del cuerpo técnico del equipo croata Ognjen Vukojević celebraron la victoria de Croacia en la Copa del Mundo sobre Rusia gritando "¡Gloria a Ucrania!", un eslogan adoptado por los nacionalistas ucranianos. El código disciplinario de la FIFA prohíbe consignas políticas, nacionalistas y racistas en cualquier forma. Vida, celebrando la victoria con el exfutbolista y entrenador asistente Ivica Olić, también fue grabado diciendo "¡ Belgrado está en llamas!". Ante la inminente polémica por ello, los medios serbios informaron que "Belgrado" se refiere al nombre de un pub ubicado en Kiev (que Vida había frecuentado) y no a la capital de Serbia, y que la frase se usó para animar al pub a tener una fiesta.
Aleksandar Holiga, editor del sitio web croata Telesport, ha minimizado en gran medida el incidente diciendo: "No creo que Vida entendiera el significado completo y el contexto de lo que estaba diciendo. Ambos lo estaban haciendo simplemente porque están cerca de "Dinamo de Kiev. Es algo que los aficionados corearían" y que "políticamente, Croacia no tiene una relación perfecta con Rusia , pero ¿quién la tiene en el resto de Europa?".
La BBC informó que "los ucranianos acusaron a la FIFA de ponerse del lado de Rusia e inundaron la página de Facebook del organismo de fútbol con declaraciones de 'Gloria a Ucrania'". Después de la victoria sobre la Selección de Inglaterra el 11 de julio, en una entrevista con Rusia 24, Vida declaró que "estaba equivocado" y "pidió disculpas al pueblo ruso". Tanto él como Vukojević han sido multado con 15.000 francos suizos y expulsado del cuerpo técnico del equipo croata por la Federación Croata de Fútbol.

## Juego Limpio en el Grupo H
Las selecciones de Japón y Senegal terminaron el Grupo H con la misma cantidad de puntos, la misma diferencia de goles, la misma cantidad de goles marcados y un empate 2-2 que su récord de enfrentamientos directos. Japón venció a Senegal al segundo lugar con base en su historial de juego limpio, ya que tuvo menos tarjetas amarillas (cuatro contra seis).
Los dos últimos partidos se jugaron simultáneamente. Después de que Colombia anotara contra Senegal para ponerse 1-0 adelante en el minuto 74, Japón entró en segundo lugar por delante de los senegaleses en la regla del juego limpio. Durante su último partido contra Polonia, el equipo asiático se dio cuenta de su posición ventajosa con diez minutos para el final y decidió jugar un partido muy conservador. Se pasaban el balón y lo guardaban en su propio área, buscando evitar amonestación alguna. No intentaron marcar, a pesar de estar un gol por detrás. Polonia, por su parte, estaba feliz de dejarlos hacer esto ya que ya estaban ganando pero no tenían ninguna posibilidad de avanzar a la siguiente ronda. Algunos fanáticos en el partido abuchearon a los jugadores.
Después del partido, el entrenador japonés, Akira Nishino, dijo en una entrevista: "No estoy muy feliz por esto, pero obligué a mis jugadores a hacer lo que dije. Es la Copa del Mundo y, a veces, estas cosas no se pueden evitar".
Sin embargo, hubo críticas generalizadas de figuras del fútbol en todo el mundo. Se hicieron comparaciones con el partido entre la Alemania Federal y Austria en el Mundial de España 1982; partido conocido como la Desgracia de Gijón. Los usuarios japoneses de las redes sociales también criticaron a su propio equipo. Sin embargo, otros defendieron a los seleccionados y la FIFA dijo que no tenía planes de abandonar la regla del juego limpio, a pesar de los llamados a hacerlo.

## Polémicas con el VAR
La FIFA aprobó oficialmente el uso de un árbitro asistente de video (llamado también como VAR) para la Copa Mundial de la FIFA 2018 durante la reunión del Consejo de la FIFA el 16 de marzo de 2018 en Bogotá. Este torneo se convirtió en la primera competición en utilizar el VAR en su totalidad (en todos los partidos y en todas las sedes).
Después de la introducción del VAR en la Copa del Mundo de 2018, la FIFA lo consideró un éxito. No obstante, se ha criticado el uso (o la falta de este) del VAR. Las evaluaciones independientes señalan que, si bien la mayoría de las decisiones se tomaron correctamente como resultado del VAR, algunas se equivocaron a pesar de la revisión del VAR y algunas decisiones que se tomaron incorrectamente ni siquiera se revisaron. El diario británico The Guardian concluye que el VAR ha sido más efectivo para decisiones fácticas como fuera de juego e identidades equivocadas, mientras que las decisiones subjetivas como sanciones o disciplinar a los jugadores les ha ido mucho peor. La falta de claridad y consistencia son dos áreas principales de debilidad.
Muchos seguidores de fútbol también acusan al VAR de favorecer a los denominados "grandes equipos". Durante un empate 2-2 entre España y Marruecos, una entrada de Gerard Piqué no resultó en una tarjeta roja para el defensor español, ni el árbitro verificó el VAR en múltiples posibles penales. Los simpatizantes también afirman que el tiro de esquina que condujo al empate tardío de Iago Aspas se jugó en el lado equivocado. Hubo un alboroto en las redes sociales después de los juegos del Grupo B, con afirmaciones de que tanto la Selección de Irán como la de Marruecos habían sido "robados". El centrocampista marroquí Younès Belhanda criticó al VAR por ayudar a españoles y portugueses. El portero Munir Mohand Mohamedi declaró que Marruecos también sintió que el gol de la victoria de Cristiano Ronaldo en el segundo partido no debería permitirse ya que Pepe pareció cometer una falta sobre un defensa. Los jugadores de la Selección de Nigeria también estaban frustrados porque no se sancionó la "mano clara" del jugador argentino Marcos Rojo, a pesar de que el árbitro verificó el VAR. "Fue una mano clara. Si miras este partido de ayer contra Portugal, esto fue aún peor. Él [Rojo] tenía el balón y le pegó en la mano y estaba abierto. Quizás el árbitro no quiso dar un segundo. penalti", mencionaba el futbolista nigeriano John Obi Mikel.
Durante la final de la Copa del Mundo, el brazo del extremo croata Ivan Perišić pareció hacer contacto con el balón. Algunos expertos afirmaron que el brazo de Perišić se movió deliberadamente hacia el balón, como se muestra en cámara lenta. Sin embargo, algunos argumentan que fue un movimiento natural, y Perišić no tuvo suficiente tiempo para reaccionar después de que Blaise Matuidi no pudo cabecear el balón. Algunos fanáticos y expertos argumentan que debido al hecho de que el VAR está en cámara lenta, hizo que la mano de Perišić se viera mal.

## Sexismo
Al final del torneo, la FIFA solicitó que la cobertura televisiva y fotográfica de los aficionados en los partidos debería dar menos énfasis a las mujeres jóvenes atractivas. Una fanática rusa que apareció varias veces en la transmisión del partido inaugural resultó ser una modelo glamorosa. Getty Images se disculpó por publicar una galería de "las fanáticos más ardientes de la Copa del Mundo". Hubo informes de mujeres rusas y personal femenino de los medios siendo acosadas por fanáticos masculinos. También una reportera brasileña fue elogiada por reprender a un hombre que intentó besarla durante una transmisión en vivo. Patricio Evra fue acusado de patrocinar a su compañera jugadora convertida en reportera Eni Aluko después de aplaudir un punto que ella hizo durante la cobertura de ITV1.

### Campaña de Burger King
La cadena de comida rápida Burger King emitió una disculpa por un anuncio insensible que se lanzó en la red social rusa VK, prometiendo un pago de 47 millones de dólares más un suministro de por vida de Whoppers, para cualquier mujer rusa si quedara embarazada de un niño engendrado por una Copa del Mundo. El anuncio afirmaba que las mujeres deberían obtener "los mejores genes futbolísticos" y "asegurar el éxito del equipo ruso para las generaciones venideras", siguiendo la tendencia de jugar con los estereotipos sexistas que se ven a menudo en los anuncios rusos.

## Disturbios en Francia tras ganar la Copa del Mundo
La violencia y los disturbios estallaron en París, Lyon, Marsella y en todo el país después de la victoria de la Selección de fútbol de Francia en la Copa del Mundo. En la capital francesa, grandes multitudes, incluidas 90.000 personas en la fanzone de la Torre Eiffel y un millón estimado en los Campos Elíseos, celebraron la victoria.
Las celebraciones se vieron empañadas por casos de disturbios que fueron disueltos por la policía, así como por la muerte de al menos dos personas durante las celebraciones en otras partes del país, un hombre murió después de sumergirse en un canal poco profundo y otro murió después de estrellar su automóvil contra un árbol. RATP, el operador del sistema de metro de París, renombró temporalmente varias estaciones en honor al equipo y su victoria en la Copa del Mundo.